# Xbox 360
Xbox 360 je videoherní konzole, kterou vyvinula společnost Microsoft. Jde o nástupce původního Xboxu, tudíž jde o druhou konzoli z rodiny Xbox. Jako součást sedmé generace videoherních konzolí soutěží na trhu s PlayStation 3 od Sony a Wii od Nintenda. Xbox 360 byl oficiálně odhalen na stanici MTV 12. května 2005, přičemž detailní informace o uvedení konzole na trh a hrách byly zveřejněny později téhož měsíce na výstavě Electronic Entertainment Expo (E3).
Xbox 360 disponuje online službou Xbox Live, jež byla oproti svému předchůdci na prvním Xboxu rozšířena a která byla pravidelně aktualizována po celý životní cyklus konzole. K dispozici byla ve dvou variantách (zdarma a pro předplatitele) a uživatelům umožňovala: hrát online a stahovat hry (skrz Xbox Live Arcade) a demoverze. Kromě online multimediálních funkcí umožňoval Xbox 360 uživatelům streamovat média z lokálních PC. Na trhu se postupně objevilo několik periferních zařízení včetně bezdrátových ovladačů, větších pevných disků a Kinectu, kamery snímající pohyb. Vydání těchto dodatečných služeb a periférií zajistilo růst značky Xbox z čistě herního zařízení v multimediální zařízení všeho druhu.
Xbox 360, jenž byl uveden na trh po celém světě v letech 2005–2006, byl zpočátku v mnoha regionech nedostatkovým zbožím, a to včetně Severní Ameriky a Evropy. První verze konzolí trpěly vysokou mírou poruchovosti, jež byla indikována takzvaným „červeným kruhem smrti“, což si vyžádalo prodloužení záruční doby na zařízení. Microsoft uvedl na trh dva přepracované modely konzole: Xbox 360 S v roce 2010 a Xbox 360 E v roce 2013. Do října 2013 se Xboxu 360 prodalo na 80 milionů kusů, což z něj dělá sedmou nejprodávanější videoherní konzoli v historii. Ačkoliv ne nejprodávanější konzoli své generace. Server TechRadar označil Xbox 360 díky jeho důrazu na distribuci digitálních médií a multiplayerového hraní na Xbox Live za nejvlivnější konzoli na trhu. Nástupce Xboxu 360, Xbox One, byl uveden na trh 22. listopadu 2013. Microsoft plánuje podporovat Xbox 360 přinejmenším do roku 2017.

## Historie

### Vývoj
Na Xboxu 360, známého během vývoje jako Xbox Next, Xenon, Xbox 2, Xbox FS nebo NextBox, se začalo pracovat na počátku roku 2003. V únoru 2003 začal pod vedením viceprezidenta Microsoftu J Allarda proces plánování pro novou softwarovou platformu Xenon. V tomto měsíci uspořádal Microsoft v Bellevue ve státě Washington setkání pro 400 vývojářů, na kterém hledal pro systém nové posily. Ten samý měsíc přešel do Microsoftu Peter Moore, bývalý prezident Sega America. 12. srpna 2003 podepsala společnost ATI s Microsoftem dohodu o výrobě grafického procesoru pro novou konzoli. Dohoda byla veřejně oznámena o dva dny později. Před uvedením Xboxu 360 na trh bylo spatřeno několik vývojářských kitů Alfa, které využívaly Power Mac G5 od společnosti Apple. To proto, že procesor systému PowerPC 970 běžel na stejné architektuře PowerPC, na které nakonec Xbox 360 fungoval s procesorem Xenon od IBM. Jádra procesoru Xenon byla vyvinuta za použití lehce upravené verze architektury procesoru Cell z PlayStation 3. Podle Davida Shippy a Mickieho Phippse zaměstnanci IBM „ukrývali“ svou práci před Sony a Toshibou, partnery IBM ve vývoji procesoru Cell. Jeff Minter vytvořil hudební vizualizační program Neon, který je součástí Xboxu 360.

### Uvedení na trh
Xbox 360 byl uveden na trh 22. listopadu 2005 ve Spojených státech amerických a Kanadě, 2. prosince 2005 v Evropě a 10. prosince 2005 v Japonsku. Později byl uveden na trh v Mexiku, Brazílii, Chile, Kolumbii, Hongkongu, Singapuru, Jižní Koreji, Tchaj-wanu, Austrálii, Novém Zélandu, Jihoafrické republice, Indii a Rusku. Během prvního roku vydání byl k dostání ve 36 zemích, což je největší číslo, jakého kdy některá z konzolí po svém vydání dosáhla.
V České republice konzole Xbox 360 vyšla 3. listopadu 2006.

### Ohlasy kritiků
V roce 2009 označil server IGN Xbox 360 za šestou nejlepší videoherní konzoli všech dob (z celkového počtu 25). Přestože nejde o nejprodávanější konzoli sedmé generace, Xbox 360 byl považován ze strany serveru TechRadar za nejvlivnější konzoli na trhu, a to pro její důraz na digitální distribuci médií, online hraní skrze službu Xbox Live a popularizaci herních úspěchů (neboli achievementů). PC Magazine považoval Xbox 360 za prototyp onlinového hraní, jelikož „dokázal, že online herní komunity mohou vzkvétat i v konzolovém prostředí“. Pět let po uvedení Xboxu 360 na trh se objevil senzor Kinect, který dosáhl rekordu jako nejrychleji prodávaná spotřební elektronika v historii a navíc prodloužil životnost samotné konzole.

### Prodeje
Microsoft začal s výrobou Xboxu 360 pouze 69 dní před jeho uvedením na trh, což zapříčinilo, že firma nedokázala uspokojit původní poptávku zákazníků v Evropě a Severní Americe. Konzole byla po svém uvedení na trh vyprodána ve všech regionech kromě Japonska. Během prvního týdne bylo na aukční stránce eBay nabídnuto čtyřicet tisíc kusů, tedy 10% celkových zásob. Do konce roku Microsoft odeslal do obchodů na 1,5 milionů kusů (900 000 do Severní Ameriky, 500 000 do Evropy a 100 000 do Japonska).
V květnu 2008 Microsoft oznámil, že se prodalo 10 milionů kusů Xboxu 360 a že šlo o „první herní konzoli současné generace“, která v USA překonala tento milník. Ve Spojených státech byl Xbox 360 jedničkou na trhu mezi současnou generací konzolí až do června 2008, kdy jej překonalo Wii. K 1. srpnu 2008 se v Kanadě prodalo celkem 870 000 kusů Xboxu 360. Mezi lednem 2011 a říjnem 2013 (což je plných 32 měsíců) byl Xbox 360 v USA nejprodávanější konzolí.
V Evropě se podle Microsoftu prodalo k 20. listopadu 2008 sedm milionů kusů. V Británii to pak bylo podle GfK Chart-Track na 3,9 milionů kusů (k 27. červnu 2009).
Xboxu 360 se v Japonsku vedlo velmi špatně a v období 2005–2011 zaznamenal prodejní čísla okolo 1,5 milionů kusů. Magazín Edge v srpnu 2011 prohlásil, že zpočátku nevýrazné a následně klesající prodeje v Japonsku, kde Microsoft nebyl schopen vážně zasáhnout do vlády domácích soupeřů Sony a Nintendo, vedli obchody ke snížení dodávek a v některých případech i k úplnému přerušení prodeje Xbox 360.

### Odkaz
Xbox 360 se prodával mnohem lépe než jeho předchůdce, a ačkoli nešlo o nejlépe prodávanou konzoli sedmé generace, obecně je tato konzole považována za úspěch, neboť Microsoft posílil svou pozici hlavní síly na konzolovém trhu na úkor svých dobře zavedených konkurentů. Levné Nintento Wii sice zaznamenalo největší prodeje, ale v pozdějších letech cyklu u něho došlo k zhroucení softwarové podpory třetích stran, o slabém debutu Wii U v roce 2012 nemluvě. PlayStation 3 nějaký čas bojoval s příliš vysokou koncovou cenou a zpočátku i chybějícími kvalitními tituly, takže nebyl tak dominantní jako jeho předchůdce, PlayStation 2. K vyrovnání Xboxu 360 ohledně prodejů a herních titulů došlo u PlayStationu 3 až ke konci jeho životního cyklu. Server TechRadar prohlásil, že "Xbox 360 předává královskou štafetu – pozici, která přidává ještě více nátlaku na jeho nástupce, Xbox One".
Xbox 360 získal výhodu nad svými konkurenty díky vydání několika velmi kvalitních herních titulů, a to jak těch vlastních, tak i od vývojářů třetích stran. V rámci Game Critics Awards 2007 získala platforma 38 nominací a ve 12 případech zvítězila, což bylo víc než kterákoli jiná konzole. Podle Microsoftu dosáhl Xbox 360 do března 2008 v USA v počtu prodaných her na každou zakoupenou konzoli čísla 7,5 a v Evropě 7,0, zatímco jeho konkurenti zaznamenali 3,8 (PS3) a 3,5 (Wii). Na Game Developers Conference v roce 2008, Microsoft oznámil, že očekává, že na konci roku bude na Xbox 360 k dispozici více než 1 000 her. Vedle vydaných exkluzivit, jako byly další díly ze série Halo a Gears of War, dokázal Microsoft dodat na trh pro Xbox 360 i tituly, které měly být původně exkluzivitami pro PS3 jako Devil May Cry, Ace Combat, Virtua Fighter, Grand Theft Auto IV, Final Fantasy XIII, Tekken 6, Metal Gear Solid : Rising, a L.A. Noire. Navíc verze pro Xbox 360 byly považovány za lepší než jejich protějšky na PS3, a to z části kvůli obtížím při programování na PS3.
Server TechRadar považoval Xbox 360 za nejvlivnější herní systém díky jeho důrazu na digitální distribuci médií, online herní službu Xbox Live a systém herních výsledků (neboli achievementů). Během svého životního cyklu vyrostla značka Xbox z pouze herní škatulky v multimediální zařízení všeho druhu, díky čemuž se z konzole stalo hlavní centrum pro „výpočetní prostředí obývacího pokoje“. Pět let po uvedení Xboxu 360 na trh se objevil senzor Kinect, který dosáhl rekordu jako nejrychleji prodávaná spotřební elektronika v historii a navíc prodloužil životnost samotné konzole.
10. června 2013 oznámil Microsoft na E3 nástupce Xboxu 360, Xbox One. I když je nyní hlavní konzolí pro Microsoft Xbox One, podpora Xboxu 360 ze strany vydavatelů by měla pokračovat přinejmenším do roku 2017.

## Hardware

### Technické specifikace
Byly vyrobeny pevné disky různých velikostí včetně 20, 60, 120, 250 nebo 320 GB. Uvnitř konzole Xbox 360 běží tříjádrový procesor Xenon od IBM. Každé jádro je schopné nezávislého spuštění dvou vláken (simultánního multithreadingu), což dohromady činí až 6 vláken najednou. O zpracování grafiky se stará ATI Xenos, která disponuje 10 MB eDRAM. Její hlavní paměť čítá 512 MB.

### Příslušenství
Pro konzoli byla dostupná mnohá příslušenství, včetně drátových i bezdrátových ovladačů, různých ochranných krytů, webkamery pro videohovory, tanečních podložek, Gamercize pro cvičení, tří velikostí paměťových karet a pěti velikostí pevných disků (20, 60, 120, 250 a 320 GB), vše stylizované tak, aby se to ke konzoli hodilo

### Kinect

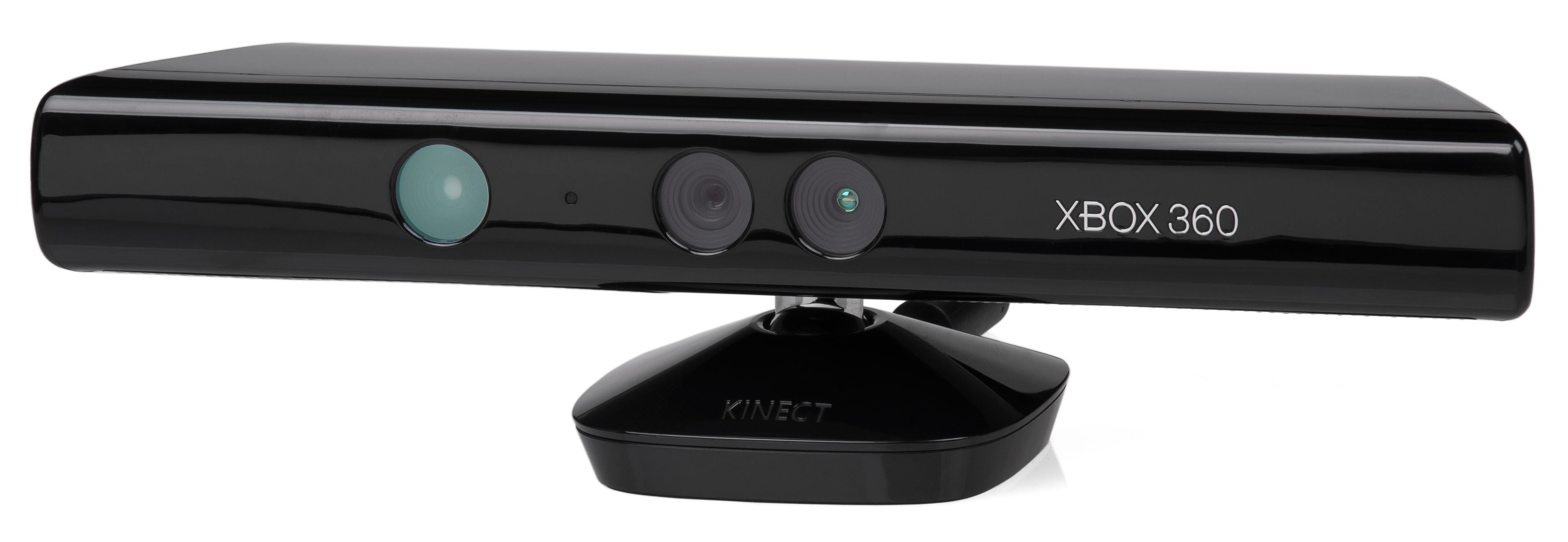
Pohybový senzor Kinect

Kinect pro Xbox 360 je „herní a zábavní zážitek bez potřeby ovladače“. Poprvé byl oznámen 1. června 2009 na Electronic Entertainment Expo pod kódovým označením Project Natal. Tato přídavná periferie umožňuje uživatelům ovládat a interagovat s konzolí Xbox 360 bez potřeby herního ovladače, a to pomocí gest, hlasových příkazů a přítomných objektů a obrázků. Senzor Kinect je kompatibilní se všemi modely Xboxu 360. K novějším modelům se připojuje pomocí vlastního konektoru, u starších modelů pak přes USB a síťový adaptér. Na CES 2010 řekli Robbie Bach a Steve Ballmer, CEO společnosti Microsoft, že Kinect vyjde během svátků (listopad – leden) a bude fungovat s každou konzolí Xbox 360. Jeho současné jméno a datum vydání 4. listopadu 2010 bylo oficiálně oznámeno 13. června před tiskovou konferencí Microsoftu na E3 2010.

### Maloobchodní konfigurace

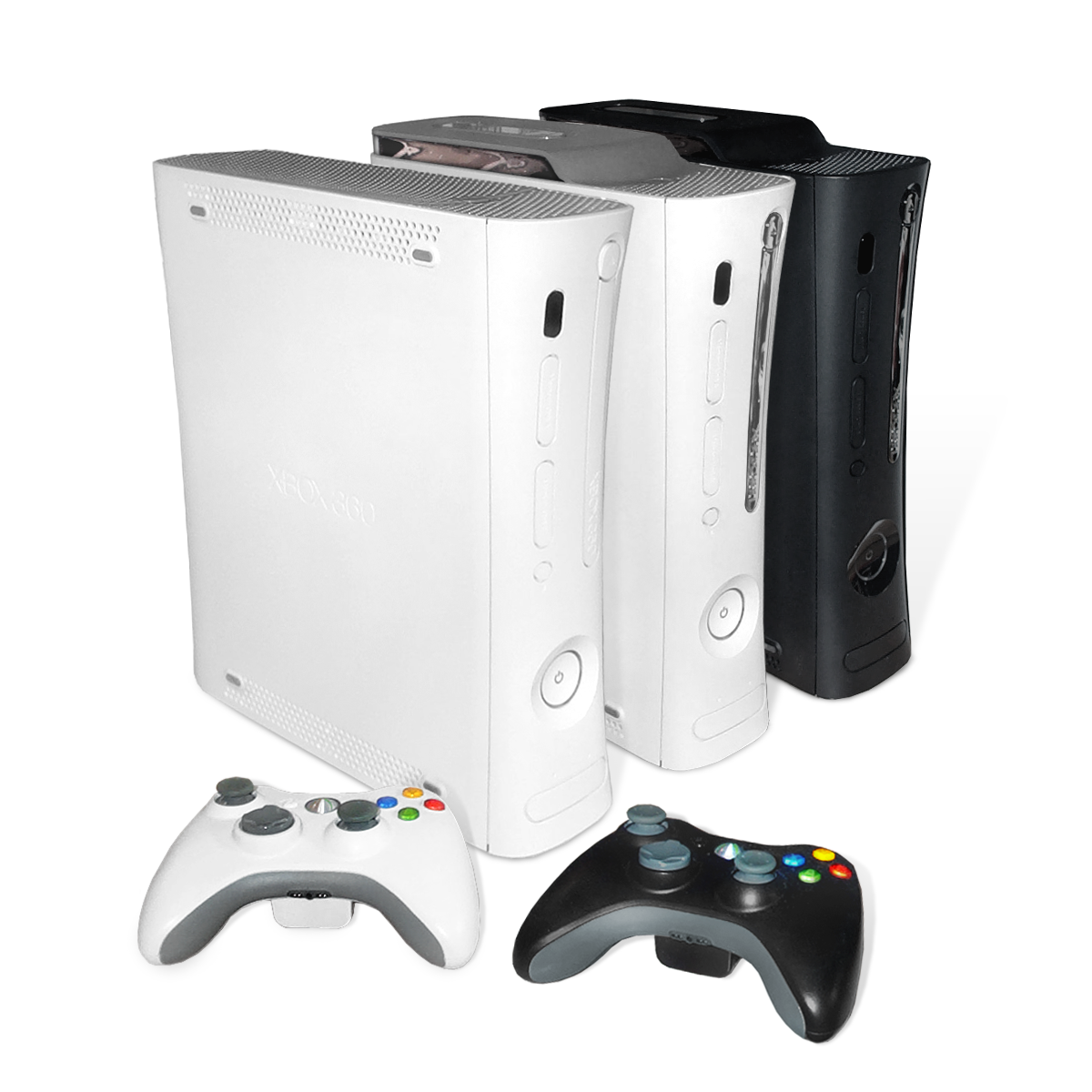
Xbox 360 Arcade, Pro a Elite

Při uvedení na trh byl Xbox 360 dostupný ve dvou konfiguracích: balení „Xbox 360“ (neoficiálně známé jako 20 GB Pro nebo Premium), jehož cena byla stanovena na 399 dolarů nebo 279.99 liber, a „Xbox 360 Core“, jehož cena byla stanovena na 299 dolarů nebo 209.99 liber. Původní zásilka verze Xbox 360 obsahovala omezenou verzi mediálního dálkového ovladače jako propagaci. Balení „Elite“ bylo uvedeno na trh později za cenu 479 dolarů. Konfigurace „Xbox 360 Core“ byla v říjnu 2007 nahrazena balením „Xbox 360 Arcade“, 1. srpna 2008 pak na trh dorazila 60GB verze Xboxu 360 Pro. Balení Xbox 360 Pro bylo 28. srpna 2009 staženo z trhu a zlevněno na 249 dolarů, aby byly vyprodány zásoby, zatímco balení Elite bylo taktéž zlevněno a to na 299 dolarů.

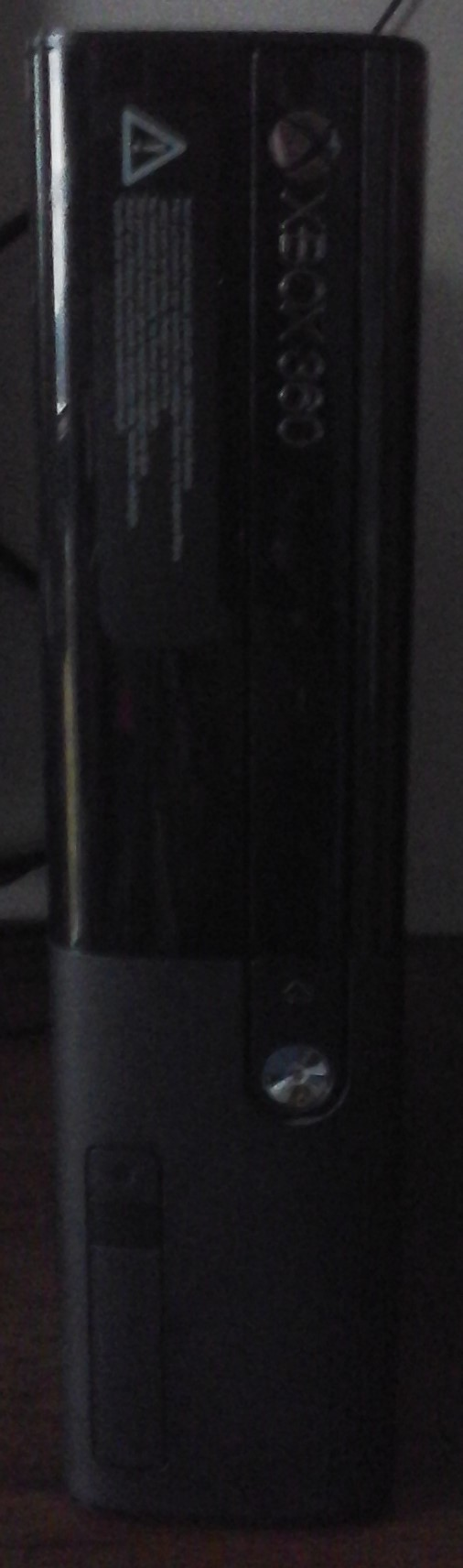
Xbox 360E -nástupce Xbox 360S

#### 360S
V červnu 2010 Microsoft oznámil nový přepracovaný model a ukončení výroby modelů Elite a Arcade.

#### 360E
Na tiskové konferenci Microsoftu na E3 10. června 2013 byly zveřejněny informace o další revizi Xboxu 360 spolu s konstrukčními vlastnostmi jeho nástupce, Xboxu One. Balení a cena tohoto nového modelu je identická s předchozím modelem.

### Technické problémy

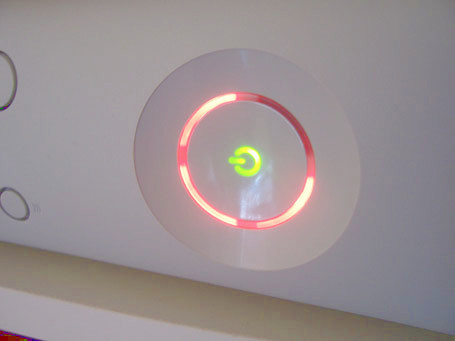
Tři červená světla na kruhovém indikátoru Xboxu 360 reprezentují „obecnou chybu vyžadující servis konzole nebo síťového adaptéru“, přezdívanou jako „červený kruh smrti“.

Xbox 360 vykazoval několik technických problémů. Od vydání konzole v roce 2005 uživatelé hlásili znepokojení ohledně její spolehlivosti a míry poruchovosti.
Ve snaze pomoci zákazníkům s vadnými konzolemi Microsoft prodloužil záruku na Xbox 360 na tři roky (pouze co se týče selhání hardwaru, jejichž výsledkem byla zpráva o chybě „Obecné selhání hardwaru“). Toto obecné selhání se vyskytlo na všech modelech vydaných před verzí Xbox 360 S. V dubnu 2009 byla záruka rozšířena rovněž o poruchy související s chybovým označením E74. Rozšíření záruky se nevztahuje na žádné jiné typy selhání, jejímž výsledkem nejsou tato specifická chybová označení.
Od počátku těchto problémů, se Microsoft snažil konzoli modifikovat, aby zlepšil její bezporuchovost. Modifikace zahrnovali snížení počtu, velikosti a umístění komponentů, přidání kapek epoxidové pryskyřice na rozích a okrajích procesoru a grafického procesoru jako lepidlo, aby bylo dosaženo lepšího přilnutí k desce při zahřívání, a bylo přidáno i druhé chlazení grafického procesoru pro lepší odvod tepla. S vydáním přepracovaného Xboxu 360 S přestala platit tříletá rozšířená záruka na „obecná selhání hardwaru“. Na rozdíl od předchozích modelů, kdy se v případě přehřátí rozsvítil kolem tlačítka napájení první a třetí kvadrant kruhu, u nového modelu Xboxu 360 S začalo tlačítko napájení červeně blikat. Systém poté varuje uživatele o blížícím se vypnutí systému do té doby, než dojde k jeho zchlazení. Indikací „obecného selhání hardwaru“ je pak blikající tlačítko napájení, střídající zelenou a červenou barvu (u starších modelů se červeně rozsvítily tři kvadranty).

## Software

### Hry

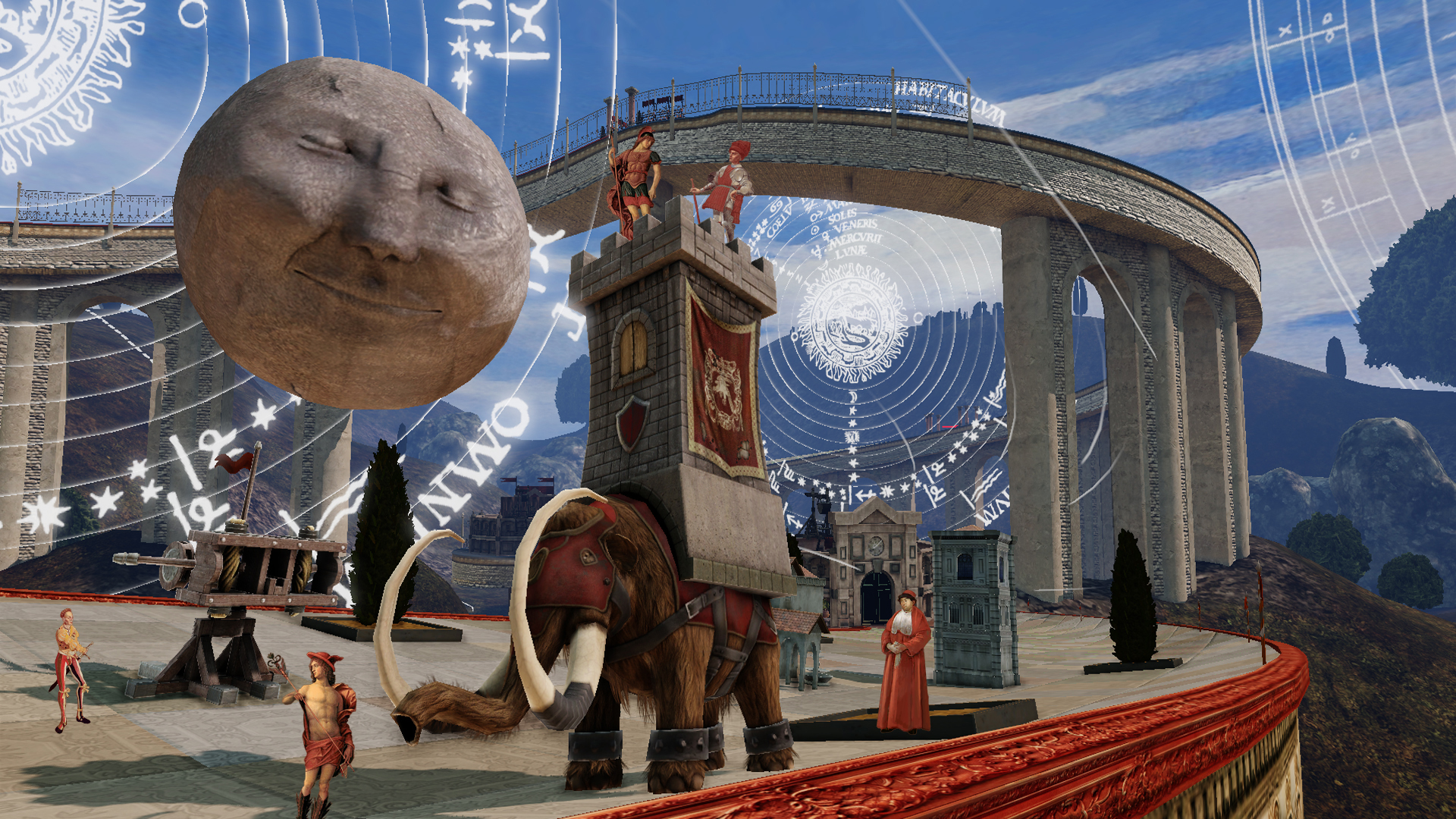
Rock of Ages, jedna z mnoha her pro Xbox 360, kterou pohání Unreal Engine 3.

Uvedení Xboxu 360 na trh bylo v Severní Americe doprovozeno 14 hrami, v Evropě pak 13. Nejprodávanější hry na tuto konzoli za rok 2005, Call of Duty 2, se prodalo přes milion kopií. Milionu prodaných kopií se podařilo dosáhnout (v prvním roce po uvedení konzole na trh) i v případě dalších pěti her: Ghost Recon Advanced Warfighter, The Elder Scrolls IV: Oblivion, Dead or Alive 4, Saints Row a Gears of War. Hra Gears of War se v roce 2006 stala nejprodávanější hrou na Xbox 360 s 3 miliony kopiemi, než ji v roce 2007 překonala s 8 miliony hra Halo 3.
V Japonsku bylo původně k dostání šest her, zatímco netrpělivě očekávané tituly jako Dead or Alive 4 a Echanted Arms byly vydány až během následujících týdnů po vydání konzole. V prvním roce uvedení konzole na trh byly rovněž vydány hry specificky zaměřené na tento region (Chromehounds, Ninety-Nine Nights a Phantasy Star Universe). Microsoft měl podporu japonského studia Mistwalker, které založil Hironobu Sakaguči, tvůrce Final Fantasy. První hra tohoto studia, Blue Dragon, byla vydána v roce 2006 v omezeném nákladu, což spolu s 10 000 předobjednávkami zapříčinilo, že hra byla rychle vyprodána. Blue Dragon je jednou ze třech her na Xbox 360, které se v Japonsku prodalo přes 200 000 kopií (těmi dalšími jsou Tales of Vesperia a Star Ocean: The Last Hope). Druhé hry studia Mistwalker, Lost Odyssey, se prodalo přes 100 000 kopií.
V rámci Game Critics Awards 2007 získal Xbox 360 38 nominací a v 11 případech zvítězil. Podle Microsoftu dosáhl Xbox 360 do března 2008 v USA v počtu prodaných her na každou zakoupenou konzoli čísla 7,5 – rekord pro jakoukoli konzoli v historii.

### Rozhraní
Původní grafické uživatelské rozhraní pro Xbox 360 neslo označení Ovládací centrum Xbox 360 (Dashboard) a šlo o záložkové rozhraní, představující pět „čepelí“ (původně čtyř), které navrhly firmy AKQA a Audiobrain. Rozhraní se automaticky spouštělo po nabootování konzole bez média v mechanice, nebo když bylo mechanika vysunutá. Každopádně uživatel měl možnost zvolit, co konzole udělá, když je hra při spuštění v mechanice, nebo je hra vložena až po spuštění konzole. Zjednodušená verze rozhraní byla rovněž přístupná kdykoli prostřednictvím tlačítka průvodce Xbox na gamepadu. Tato zjednodušená verze ukazovala uživatelovu herní kartu, zprávy z Xbox Live a seznam přátel. Také umožňovala upravovat osobní a hudební nastavení (vedle hlasového a video chatu) a návrat ze hry do ovládacího centra Xboxu.
19. listopadu 2008 bylo ovládací centrum Xbox 360 změněno z „čepelovitého“ rozhraní na to, které připomíná současné rozhraní Zune a Windows Media Center, známé jako „New Xbox Experience“ neboli NXE.
Od vydání konzole vydal Microsoft několik aktualizací ovládacího centra. Tyto aktualizace zahrnovaly nové funkce a prvky přidané do konzole, zlepšenou funkčnost služby Xbox Live, možnost přehrávání multimédií přidáním kompatibility pro nová příslušenství a opravy chyb. Tyto aktualizace jsou pro uživatele, kteří chtějí využívat služby Xbox Live, povinné. Dokud není aktualizace provedena, uživatelé se nemohou ke službě Xbox Live přihlásit.

#### New Xbox Experience
Na výstavě E3 2008 oznámili Aaron Greenberg a Marc Whitten z Microsoftu nové rozhraní pro Xbox 360 nazvané „New Xbox Experience“ (NXE). Aktualizace byla určena k usnadnění navigace v nabídkách konzole. Jeho GUI používá rozhraní Twist, využívané v aplikaci Windows Media Center a Zune. Nový Xbox Guide, tedy tlačítko průvodce Xbox, si zachovává veškerou funkčnost ovládacího centra (včetně prohlížeče Marketplace a vysunutí disku) a původní rozhraní „Blade“.
NXE také poskytuje mnoho nových funkcí. Uživatelé nyní mohou instalovat hry z média na pevný disk, což snižuje nahrávací časy a hluk mechaniky, přesto je nezbytné ponechat daný herní disk v konzoli. Nový vestavěný komunitní systém umožňuje vytvářet digitalizované avatary, které lze využít pro mnohačetné aktivity jako sdílení fotografií nebo hraní arkádových her. Aktualizace byla vydána 19. listopadu 2008.
Zatímco předchozí systémové aktualizace byly uloženy ve vnitřní paměti, NXE byla první, jež vyžadovala úložné zařízení – paměťovou kartu o kapacitě alespoň 128 MB nebo pevný disk.
Microsoft 6. listopadu 2011 vydal další aktualizaci pro ovládací centrum Xbox 360. Její součástí bylo zcela nové uživatelské rozhraní, které využívá designérský jazyk Metro od Microsoftu, a nové funkce a prvky jako cloudové úložiště pro hry, živé vysílání, hlasové vyhledávání přes Bing, přístup k videím na serveru YouTube a lepší podpora pro hlasové příkazy prostřednictvím Kinectu.

### Multimédia
Xbox 360 podporuje videa ve formátu Windows Media Video (WMV), včetně videí ve vysokém rozlišení, stejně jako standardy H.264 a MPEG-4. Aktualizace ovládacího centra z prosince 2007 přidala podporu pro přehrávání formátu MPEG-4 ASP. Konzole umí rovněž zobrazit obrázky, spustit prezentaci sbírek fotografií s různými efekty přechodů a podporuje i přehrávání hudby, jež se dá ovládat skrze tlačítko průvodce Xbox. Uživatelé si mohou přehrát svou vlastní hudbu během hraní nebo používání ovládacího centra, kterou si navíc mohou upravit pomocí interaktivního vizuálního syntetizéru.
Hudbu, fotografie a videa lze přehrát/spustit ze standardních USB úložišť, značkových úložných zařízení pro Xbox 360 (paměťové karty nebo pevné disky pro Xbox 360) a serverů nebo počítačů s Windows Media Center nebo Windows XP se Service Packem 2 nebo vyšším v rámci místní sítě. Přehrávaná videa mohou být ve vysokém rozlišení s několika kodeky (MPEG-2, MPEG-4, WMV) a kontejnerovými formáty (WMV, MOV, TS).
V roce 2012 vydal Microsoft Live Event Player, který umožnil na konzoli prostřednictvím služby Xbox Live streamování událostí, jako jsou herní výstavy, soutěže krásy, udílení cen, koncerty, zprávy a sportovní akce. Jedním z prvních živých přenosů na službě Live, bylo předávání hudebních cen 2012 Revolver Golden Gods, tisková konference společnosti Microsoft na E3 2012 a soutěž krásy Miss Teen USA 2012.

## Služby

### Xbox Live
Při uvedení Xboxu 360 na trh byla onlinová herní služba Xbox Live na 24 hodin odstavena. Došlo k její výrazné modernizaci, přibyla základní služba, jež nefungovala na bázi předplatného (pojmenovaná Stříbrné členství Xbox Live, později přejmenovaná na Bezplatné členství Xbox Live) a která tak doplnila již zavedené předplatné členství (které bylo přejmenováno na Zlaté členství). Bezplatné členství Xbox Live je součástí všech variant konzole. Umožňuje uživatelům vytvořit si uživatelský profil, zapojit se do diskuzních fór, přístup k Xbox Live Arcade a Marketplace a komunikovat s ostatními členy. Bezplatné členství obecně nepodporuje onlinové hraní, ačkoli v případě her, které mají omezené onlinové funkce (jako například Viva Piñata) nebo hry, které mají vlastní službu předplatného (například hry od EA Sports), tomu možné je. Xbox Live rovněž nabízí hlasovou podporu, a to díky Xbox Live Vision.
Zlaté členství Xbox Live zahrnuje stejné funkce a prvky co Bezplatné členství, dále však zpřístupňuje hráčům onlinové hraní. Při přechodu na Zlaté členství Xbox Live umožnil Microsoft předchozím předplatitelům uchovat si své informace o profilu, seznam přátel a herní historii. K převodu účtu Xbox Live na nový systém uživatelé musí propojit své Windows Live ID s herní jmenovkou na Xbox.com. K 5. lednu 2011 měla služba Xbox Live přes 30 milionů předplatitelů.

### Xbox Live Marketplace
Xbox Live Marketplace bylo virtuální tržiště, které umožňovalo uživatelům stahovat zakoupený nebo reklamní obsah. Služba nabízela herní videa, demoverze, hry Xbox Live Arcade, tematické skiny pro ovládací centrum Xbox 360 a přídavný herní obsah (předměty, oblečení, úrovně atd.). Vše bylo přístupné jak pro uživatele se Zlatým členstvím služby Xbox Live, tak i pro ty s bezplatným. Pro stahování obsahu z Xbox Live Marketplace bylo potřeba mít paměťovou kartu nebo pevný disk. Za účelem stahování placeného obsahu, museli uživatelé použít body Microsoft Points jakožto virtuální měnu; ačkoliv některé produkty (jako herní videa či demoverze) byly zdarma ke stažení. Body Microsoft Points bylo možné získat jako předplacené karty v hodnotě 800, 2 100 a 4 200 bodů. Body Microsoft Points bylo také možné koupit skrze službu Xbox Live pomocí platební karty v hodnotě 500, 1 000, 2 000, 5 000 bodů. V srpnu 2013 byly body Microsoft Points zrušeny, i když bylo stále možné použít jejich dárkové karty, a byly nahrazeny místní měnou. Uživatelé si mohli prohlížet dostupné předměty ke stažení na PC prostřednictvím webové stránky Xbox Live Marketplace. Odhaduje se, že až sedmdesát procent uživatelů Xbox Live využilo možnosti stáhnout si z Marketplace nějaké předměty. V červenci 2024 byl provoz Xbox Live Marketplace ukončen a na konzolích Xbox 360 a webu již nelze zakoupit nový obsah pro konzole Xbox 360.

### Xbox Live Arcade

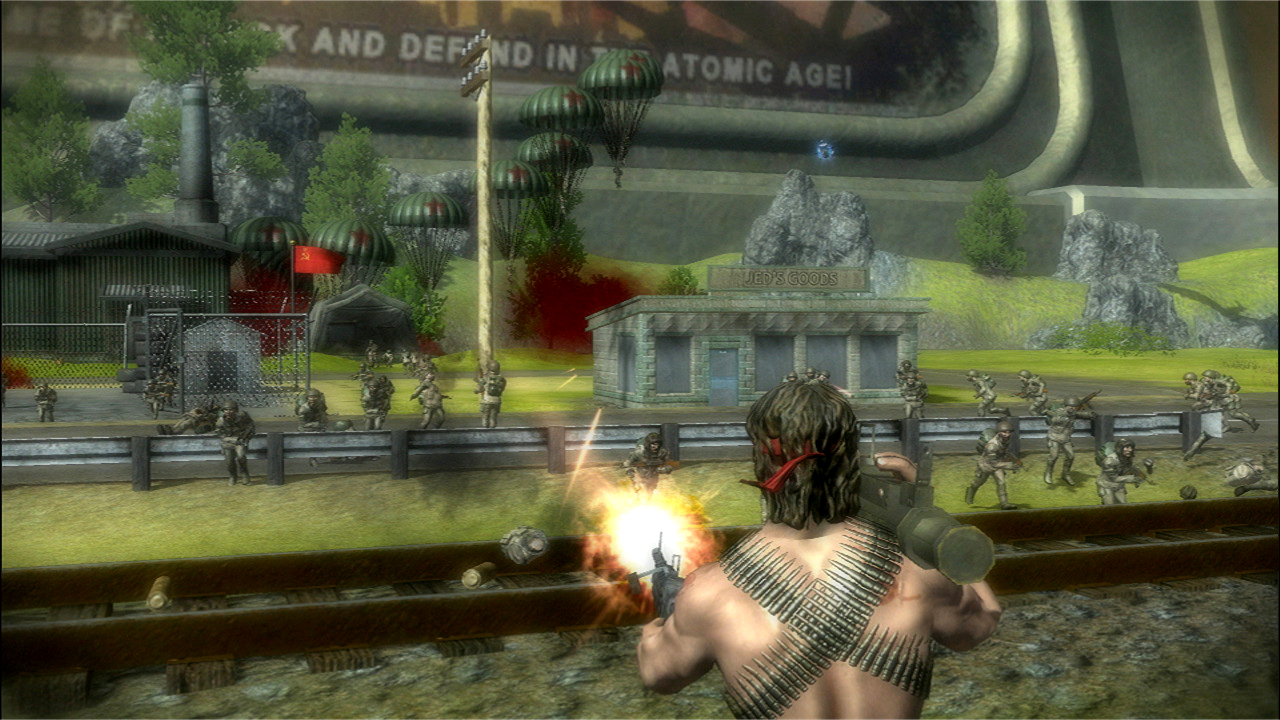
Hra Toy Soldiers: Cold War byla vydána v rámci promo akce 2011 Summer of Arcade

Xbox Live Arcade byla onlinová služba, kterou provozoval Microsoft a jež byla využívána k distribuci stahovatelných videoher pro Xbox a Xbox 360. Vedle klasických arkádových her jako Ms. Pac-Man služba nabízela i nové originální hry jako Assault Heroes. Na Xbox Live Arcade byly k nalezení také hry z ostatních konzolí (Castlevania: Symphony of the Night z PlayStationu) i PC (například Zuma). Služba byla uvedena do provozu 3. listopadu 2004 a k jejímu načtení bylo zapotřebí DVD a nabízené hry se pohybovaly v cenovém rozpětí 5 až 15 dolarů. Předměty byly kupovány za pomocí bodů Microsoft Points, tedy za vlastnickou měnu, která sloužila pro snížení transakčních poplatků platebních karet. Opětovného spuštění se služba Xbox Live Arcade dočkala 22. listopadu 2005 s vydáním konzole Xbox 360, do jejíhož prostředí byla nově integrována. Hry byly obecně cíleny na občasnější hráče, mezi oblíbené tituly patří hry jako Geometry Wars, Street Fighter II' Hyper Fighting a Uno. 24. března 2010 představil Microsoft tzv. Game Room. Šlo o herní službu pro Xbox 360 a Microsoft Windows, která umožňuje hráčům soutěžit v klasických arkádách a konzolových hrách ve virtuální herně. Provoz Xbox Live Arcade byl ukončen společně se službou Xbox Live Marketplace v červenci 2024.

### Xbox SmartGlass
Xbox SmartGlass byl prvkem, který umožňoval integraci konzole Xbox 360 s mobilními zařízeními, jako jsou tablety a chytré telefony. Aplikace byla k dispozici na systémech Android, Windows Phone 8 a iOS. Uživatelé, kteří tuto aplikaci používali, si mohli zobrazit další obsah, jenž doprovázel hru, kterou zrovna hrají. Svá mobilní zařízení mohli rovněž použít jako dálkový ovladač pro konzoli Xbox 360. Provoz aplikace Xbox SmartGlass byl v květnu 2018 ukončen.